# Oskar Lindberg (längdåkare)
Oskar Lindberg, född 5 juli 1894 i Björknäs, Norsjö kommun, död 5 oktober 1977 i Skelleftehamn, Skellefteå, var en svensk längdåkare. 
Han kom tvåa i det första Vasaloppet år 1922 (efter lagkamraten från IFK Norsjö, Ernst Alm), och vann sedan själv det andra 1923.
Han tävlade också i olympiska vinterspelen 1924, och slutade åtta på femmilen.

### Fotnoter
1. ↑  ”Vasaloppet”. Vasaloppet. Arkiverad från originalet den 3 december 2013. https://web.archive.org/web/20131203033229/http://www.vasaloppet.se/wps/wcm/connect/989fe080449c33e79e4cff27c64f5ec4/segrare_Vasaloppet_sv3bcd.pdf?MOD=AJPERES. Läst 1 december 2013.
2. ↑  ”Olympics”. sports-reference. Arkiverad från originalet den 12 augusti 2011. https://web.archive.org/web/20110812182134/http://www.sports-reference.com/olympics/athletes/li/oskar-lindberg-1.html. Läst 28 december 2012.